# Дон Кіхот (фільм, 1957)
«Дон Кіхот» (рос. «Дон Кихот») — російський радянський повнометражний кольоровий художній фільм, поставлений на кіностудії «Ленфільм» у 1957 році режисером Григорієм Козінцевим. Екранізація однойменної п'єси Євгенія Шварца за мотивами роману Мігеля де Сервантеса «Дон Кіхот».
Прем'єра фільму в СРСР відбулася 23 травня 1957 року.

## Зміст
Екранізація історії про знаменитого Дон Кіхота та його вірного слугу Санчо Пансу. Разом вони протистоять вигаданим і справжнім ворогам, керуючись кодексом лицарства, яке встигло зникнути до їхнього часу. Та для справжніх і чистих серцем героїв це не перешкода.
Перший кольоровий широкоекранний стереозвукового фільм кіностудії «Ленфільм»

## Ролі
- Микола Черкасов — Дон Кіхот
- Юрій Толубеєв — Санчо Панса
- Серафима Бірман — економка
- Світлана Григор'єва — племінниця
- Василь Максимов — священик
- Віктор Колпаков — цирульник
- Людмила Касьянова — Альдонса
- Тамілла Агамірова — Альтісідора
- Георгій Віцин — Карраско
- Бруно Фрейндліх — герцог
- Лідія Вертинська — герцогиня
- Галина Волчек — Маріторнес
- Ольга Вікландт — селянка
- Олександр Бениаминов — пастух
- С. Цомаєв — Андрес

## В епізодах
- Володимир Васильєв — каскадер, «воював» замість Миколи Черкасова
- Ніна Анісімова — епізод
- Світлана Баталова — епізод
- Ігор Бельський — епізод
- Валентина Ковель — жінка з заїжджого двору
- М. Корольов — епізод
- Жозеф Лецький — епізод
- Геннадій Малишев — епізод
- Георгій Осипенко — господар підпаска Андреса
- В. Осипов — епізод
- Олексій Розанов — епізод
- У титрах не вказані:
- Анатолій Королькевич — гравець
- Анатолій Шведерський — конкістадор
- Микола Шишков — епізод

## Знімальна група
- Сценарій — Євгенія Шварца. За романом Сервантеса
- Постановка — Григорія Козінцева
- Оператори — Андрій Москвін, Аполлінарій Дудко (натурні зйомки)
- Художники — Євген Єней (декорації), Натан Альтман (костюми і грим)
- Консультант — А. Санчес
- Режисер — Володимир Чеботарьов
- Композитор — Кара Караєв
- Звукооператор — Ілля Вовк
- Художник-гример — Василь Ульянов
- Художник по костюмах — М. Рафалович
- Монтажер — Євгенія Маханькова
- Дресирування тварин — Борис Едер
- Фехтування — Іван Кох
- Асистент художника по декораціях — Валентина Жук (в титрах не вказана)
- Оркестр Ленінградської Державної Філармонії
Диригент — Микола Рабинович
- Директор картини — Михайло Шостак

## Нагороди
- 1957 — участь в основному конкурсі Каннського кінофестивалю
- 1958 — Всесоюзний кінофестиваль
  - Перша премія за операторську роботу Андрію Москвіну на ВКФ в 1958 році;
  - Друга премія за режисуру Григорію Козінцеву
  - Друга премія за операторську роботу Аполлінарію Дудку
  - Третя премія по розділу художніх фільмів Григорію Козінцеву
- 1958 — МКФ у Ванкувері
  - Почесна грамота Григорію Козінцеву
- 1958 — МКФ у Стратфорді
  - Премія Миколі Черкасову як найкращому акторові
- 1964 — МКФ у Сан-Себастьяні
  - Приз Григорію Козінцеву